# Dusnok
Dusnok är en ort i Ungern.   Den ligger i provinsen Bács-Kiskun, i den sydvästra delen av landet, 120 km söder om huvudstaden Budapest. Dusnok ligger 91 meter över havet och antalet invånare är 3 284.
Terrängen runt Dusnok är mycket platt. Runt Dusnok är det ganska glesbefolkat, med 35 invånare per kvadratkilometer. Närmaste större samhälle är Tolna, 14,4 km väster om Dusnok. Trakten runt Dusnok består till största delen av jordbruksmark.